# Triainomyces hollowayanus
Triainomyces hollowayanus är en svampart som beskrevs av W. Rossi & A. Weir 1998. Triainomyces hollowayanus ingår i släktet Triainomyces och familjen Laboulbeniaceae.   Inga underarter finns listade i Catalogue of Life.